# Zschepplin

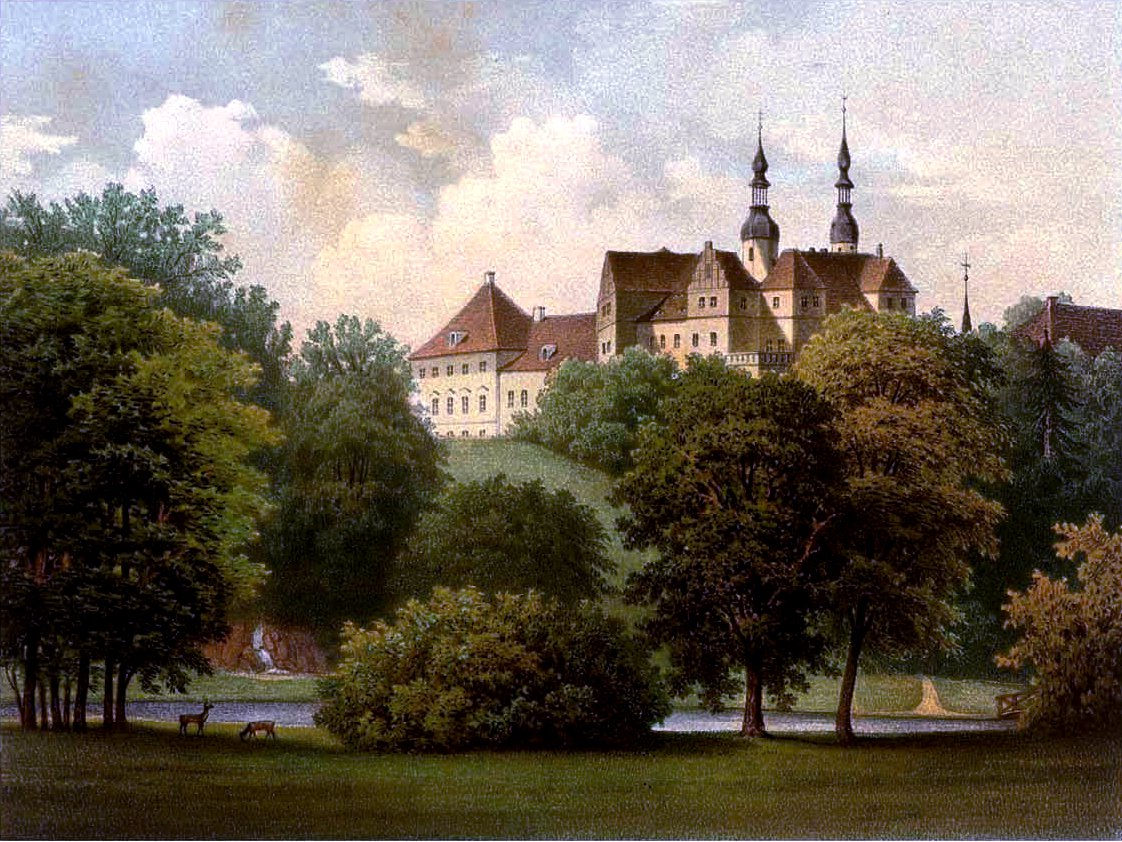
Slot Zschepplin rond 1860, door Alexander Duncker

Zschepplin is een gemeente en plaats in de Duitse deelstaat Saksen, en maakt deel uit van de Landkreis Nordsachsen.
Zschepplin telt 2.872 inwoners.
Arzberg ·
Bad Düben ·
Beilrode ·
Belgern-Schildau ·
Cavertitz ·
Dahlen ·
Delitzsch ·
Doberschütz ·
Dommitzsch ·
Dreiheide ·
Eilenburg ·
Elsnig ·
Jesewitz ·
Krostitz ·
Laußig ·
Liebschützberg ·
Löbnitz ·
Mockrehna ·
Mügeln · 
Naundorf ·
Oschatz ·
Rackwitz ·
Schkeuditz ·
Schönwölkau ·
Taucha ·
Torgau ·
Trossin ·
Wermsdorf ·
Wiedemar ·
Zschepplin